# Vùng Bắc, Brasil
Vùng Bắc của Brasil (tiếng Bồ Đào Nha: Região Norte do Brasil) là khu vực lớn nhất của Brasil, tương ứng với 45,27% lãnh thổ quốc gia. Đây là nơi sinh sống ít nhất của đất nước, và đóng góp một phần nhỏ trong GDP và dân số quốc gia. Nó bao gồm các bang Acre, Amapá, Amazonas, Pará, Rondônia, Roraima và Tocantin.
Mật độ dân số của nó là thấp nhất ở Brasil xem xét tất cả các vùng của đất nước, với chỉ 3,8 dân mỗi km2. Hầu hết dân số tập trung ở khu vực đô thị.
Sân bay quốc tế Belém và sân bay quốc tế Manaus kết nối Vùng Bắc với nhiều thành phố của Brasil và cũng khai thác một số chuyến bay quốc tế.
Miền Bắc là nơi có Đại học Liên bang Amazonas và Đại học Liên bang Pará.